# オルドゥ県
オルドゥ県（オルドゥけん、トルコ語: Ordu ili）は、トルコ、黒海地方中部の県。北を黒海に接し、東から時計回りにギレスン、スィバス、トカット、サムスンの各県と接している。オルドゥ大都市自治体とは同一の範囲である。
オルドゥはトルコ語で軍を表す言葉である。しかしながら、この県の名前は軍という言葉に関連しているわけではなく、ギリシャ時代の地名がそのまま残ったものである。なお、オルドゥは近代英語で群集を表す単語になった。

## 地理
オルドゥは黒海沿岸であり、陸と海岸に挟まれている。歴史的に、農耕と漁業が盛んであり、近年では観光業が盛んでありロシア、ジョージアなどから多く旅行客が訪れる。美しい海岸、河川、山肌などはオルドゥの観光の焦点である。トルコ内の旅行客にはこの地でのハイキングが人気である。
農産物ではヘーゼルナッツが有名であり、トルコが世界の70%の生産を誇るが、うち50%以上はオルドゥで栽培されている。しかし、養蜂のための費用が騰がりでヘーゼルナッツを生産しても儲けにくくなっている。高度の高い地域は森林に覆われている。
ジョージア出身の少数民族の故郷でもある。
近年はこの地域から人が出て行く傾向が強く、日本に住んでいるトルコ国籍者はこの地方(特にファトサ)の出身者が多い事がある。

## 自治体
オルドゥ県には19の自治体がある。
- アックシュ（Akkuş）
- アルトゥノルドゥ（Altınordu）
- アイバストゥ（Aybastı）
- チャマシュ（Çamaş）
- チャタルプナル（Çatalpınar）
- チャイバシュ（Çaybaşı）
- ファトサ（Fatsa）
- ギョルキョイ（Gölköy）
- ギュルヤル（Gülyalı）
- ギュルゲンテペ（Gürgentepe）
- イキズジェ（İkizce）
- カバデュズ（Kabadüz）
- カバタシュ（Kabataş）
- コルガン（Korgan）
- クムル（Kumru）
- メスディイェ（Mesudiye）
- ペルシェンベ（Perşembe）
- ウルベイ（Ulubey）
- ユンイェ（Ünye）

## 観光名所
オルドゥは清潔で美しく幅の広い海岸がある。また、オルドゥ市ではロシア語でバザーが開かれている。丘の上にBoztepeと呼ばれる小さな町があり、標高3107mの高度にはKaragölと呼ばれるクレーター湖がある。